# Szczutowo (Mazovië)
Szczutowo is een dorp in het Poolse woiwodschap Mazovië, in het district Sierpecki. De plaats maakt deel uit van de gemeente Szczutowo.